# Cantone di Le Vauclin
Il cantone di Le Vauclin o cantone del Vauclin è un cantone della Francia d'oltremare situato nel dipartimento e regione della Martinica.

## Comuni
- Le Vauclin